# Xã Warren, Quận Huntington, Indiana
Xã Warren (tiếng Anh: Warren Township) là một xã thuộc quận Huntington, tiểu bang Indiana, Hoa Kỳ. Năm 2010, dân số của xã này là 672 người.